# Wadi Chahrour al Olya
Wadi Chahrour al Olya è un centro abitato e comune (municipalité) del Libano situato nel distretto di Baabda, governatorato del Monte Libano.